# Таки Кисра
Так Касра, (персијски: ایوان خسرو, романизован: ʼiwan-i-husraw или арапски: طاق كسرى, романизован: ṭāq kisrā, такође преведен као Так-и Кисра, Так-е Кесра (персијски: طاق کسری) Иван-е Касра  (персијски: ایوان خسرو), што значи Иван од Хозроја, имена су дата по остацима персијског споменика датираног од прилике у раздобље 3-6.века  сасанидске ере, који се понекад назива и Лук Ктесифона. Налази се у близини модерног града Салман Пака, у Ираку. То је једина видљива преостала грађевина древног града Ктесифона. Лук се сматра важним за историју архитектуре,  и представља највећи једносмерни свод неојачане (нерамиране) опеке на свету.

## Историја
Тачно време изградње није познато са сигурношћу. Неки историчари сматрају да је оснивач Шапур I који је владао Персијом од 242 до 272. г.н.е., а неки други верују да је изградња вероватно започела за време владавине Ануширувана Праведног (Хозроје I)  након похода против Византијаца 540. год.Лучна иванска дворана, отворена на фасади, била је висока око 37 метара, дугачка 26 и 50 метара, највећи ручно рађени, слободно стојећи свод, изграђен до модерног доба.
Лук је био део комплекса царских палата. Сала са престолом - вероватно испод или иза лука - била је висока више од 30 м и покривала је површину широку 24 м (80 стопа), дугу 48 м (160 стопа). Врх лука био је дебљине око 1 метар док су зидови у основи дебљине до 7 метара. То је највећи свод икад изграђен на свету. Катенарни лук је изграђен без центрирања. Да би се то омогућило коришћене су бројне технике. Цигле су положене око 18 степени од вертикале што им је омогућило да се током градње делимично подрже задњи зид. Цемент за брзо сушење коришћен као малтер омогућио је да се свеже цигле брзо подупру од оних које су претходно постављене.
Так Касра је данас све што је остало над земљом од града који је током седам векова - од II века пре нове ере до 7. века нове ере - био главни град наследника персијског царства: Парћана и Сасанида. Данашња структура остала је као главна трибина дворане за публику Сасанида који су сачували исто место које су изабрали Парћани и из истог разлога, односно близине Римског царства, чији би се експанзионистички циљеви могли боље зауставити на месту контакта.
Грађевину су заузели Арапи током освајања Персије 637. године. Затим су је неко време користили као џамију све док то подручје постепено није напуштено. Почетком 10. века абасидски калиф ел Муктафи је ископао  рушевине палате како би поново користио цигле у изградњи палате Таџ у Багдаду.
Споменик је такође тема песме Хаканија који је посетио рушевине у 12. веку.

### Савремени период
Године 1851. француски уметник Ежен Фландин посетио је и проучавао структуру са Паскалом Костеом  који је приметио "Римљани нису имали ништа слично тог типа".
1888. године озбиљна поплава срушила је већи део објекта.
Током 1940. године, Роалд Дахл, је тада пролазећи обуку пилота у РАФ Хабанија код Багдада , направио фотографију која је освојила награду помоћу Зеис-ове камере Артек Ктесифона у Ираку, коју је потом породица Дахл продала на аукцији како би прикупила средства за Музеј Роалд Дахл и призорски центар. Фотографија је коштала 6.000 фунти. У својој аутобиографији Дечак пише: 
Можда не верујете, али кад сам имао осамнаест година освајао сам награде и медаље Краљевског фотографског друштва из Лондона и других места попут Фотографског друштва Холандије. Добио сам и дивну велику бронзану медаљу од Египатског фотографског друштва у Каиру, и још увек имам фотографију која ју је освојила. То је слика једног од такозваних седам светских чуда, лука Чесифона у Ираку. Ово је највећи неподржани лук на земљи и фотографирао сам га док сам 1940. године тренирао за РАФ. Летио сам преко пустиње сам у старом биплану Хавкер Харт и имао сам фотоапарат око врата. Кад сам приметио огромни лук како стоји сам у мору песка, спустио сам једно крило и окачио се уз каишеве и пустио управљачку палицу док сам циљао и кликнуо окидач. Испало је добро.
Споменик је обновила влада Садама Хусејина током 1980-их, када је северно крило које се урушило делимично обновљено. Сви радови, су међутим, заустављени након рата у Персијском заливу 1991. године. Од 2004. до 2008. ирачка влада је сарађивала  са пројектом Дијала на Универзитету у Чикагу како би обновили локацију по цени од 100.000 долара. Министарство културе такође је позвало чешку компанију Аверс да обнови локацију. Обнова је завршена 2017. године.
Делимично рушење 7. марта 2019. године додатно је оштетио Так Касру, само две године након што је завршена последња обнова.

## Документарни филм
2017. године Пеџман Акбарзадех са седиштем у Холандији снимио је први дугометражни документарни филм о Так Касра: Так Касра: Чудо Архитектуре. Споменик је био у опасности од напада ИСИС-а у периоду 2015-2016; Акбарзадех се бојао да ће ускоро бити уништен, па је због тога осетио хитност снимања свог документарца. Филм истражује историју и архитектуру Так Касре са угледним научницима и археолозима из различитих земаља.

## Галерија
- Taq Kasra Gallery
- 1824. нацртао капетан Харт
- Слика из 1864.
- 1923 Ирачка поштанска марка, са луком
- Фотографија из 1932.
- Слика из 2009: Ирачки званичници и официри америчке војске током разговора о обнови постојеће грађевине.
- Слика из 2016
- Национални музеј Ирана, архитектура која је усвојена од Так-и Касра